# Перабоа
Перабоа (порт. Peraboa) — район (фрегезия) в Португалии, входит в округ Каштелу-Бранку. Является составной частью муниципалитета Ковильян. По старому административному делению входил в провинцию Бейра-Байша. Входит в экономико-статистический субрегион Кова-да-Бейра, который входит в Центральный регион. Занимает площадь 27,2 км².

## Население
Население составляет 953 жителей на 2011 год.